# Gabrielle de Estrées
Gabriela de Estrées (castillo de la Bourdaisière, en Montlouis-sur-Loire, departamento de Indre y Loira o en el castillo de Coeuvres, Picardía, entre 1570 y 1573 - París, noche del 9 al 10 de abril de 1599) fue amante y favorita del rey Enrique IV de Francia desde 1591 hasta su muerte, madre de tres hijos suyos, que darían origen a la Casa de Borbón-Vendôme.

## Biografía
Gabrielle de Estrées era hija de Antoine IV d'Estrées, barón de Boulonnois, vizconde de Soissons y Bersy, marqués de  Cœuvres gobernador de la Île de France (gran maestro de artillería en un muy corto período en 1596), y de Françoise Babou de la Bourdaisière que dio a luz once hijos, entre ellos siete hijas, a quienes la marquesa de Sévigné inmortalizará en sus cartas como los «siete pecados capitales».
En noviembre de 1590, al extenderse el asedio de París, Roger de Bellegarde, gran escudero de Francia y antiguo enfante de Enrique III, se vio obligado a presentar a su amante Gabrielle d'Estrées al rey, al ir ambos al castillo de Cœuvres donde vivía Gabrielle. Enrique IV concibió una gran pasión por ella. Según la leyenda, Gabrielle resistió más de seis meses a este monarca, sintiéndose fuerte «de l'aile et du gousset» («del ala y del bolsillo»), pero termina cediendo ante él.
El 8 de junio de 1592, la casó por convenciones con Nicolas d'Amerval (1558-1600; sire de Liancourt, Cerfontaines, Mézières y  de Amerval,  luego de Falvy-sur-Somme por adquisición con la ayuda del rey, barón de Benais, gentilhomme de la Chambre y gobernador de Chauny, marido en primeras nupcias en enero de 1591 de Ana (1565-1591), hija de François le Jeune Gouffier de Crèvecœur) luego pidió que la pareja se divorciara por dejarla libre (el 7 de enero de 1595, invocandola la impotencia de Nicolas d'Amerval, que sin embargo tuvo descendencia), la llamó a la corte, creó para ella el ducado de Beaufort en 1597 y colmó de honores a sus padres.

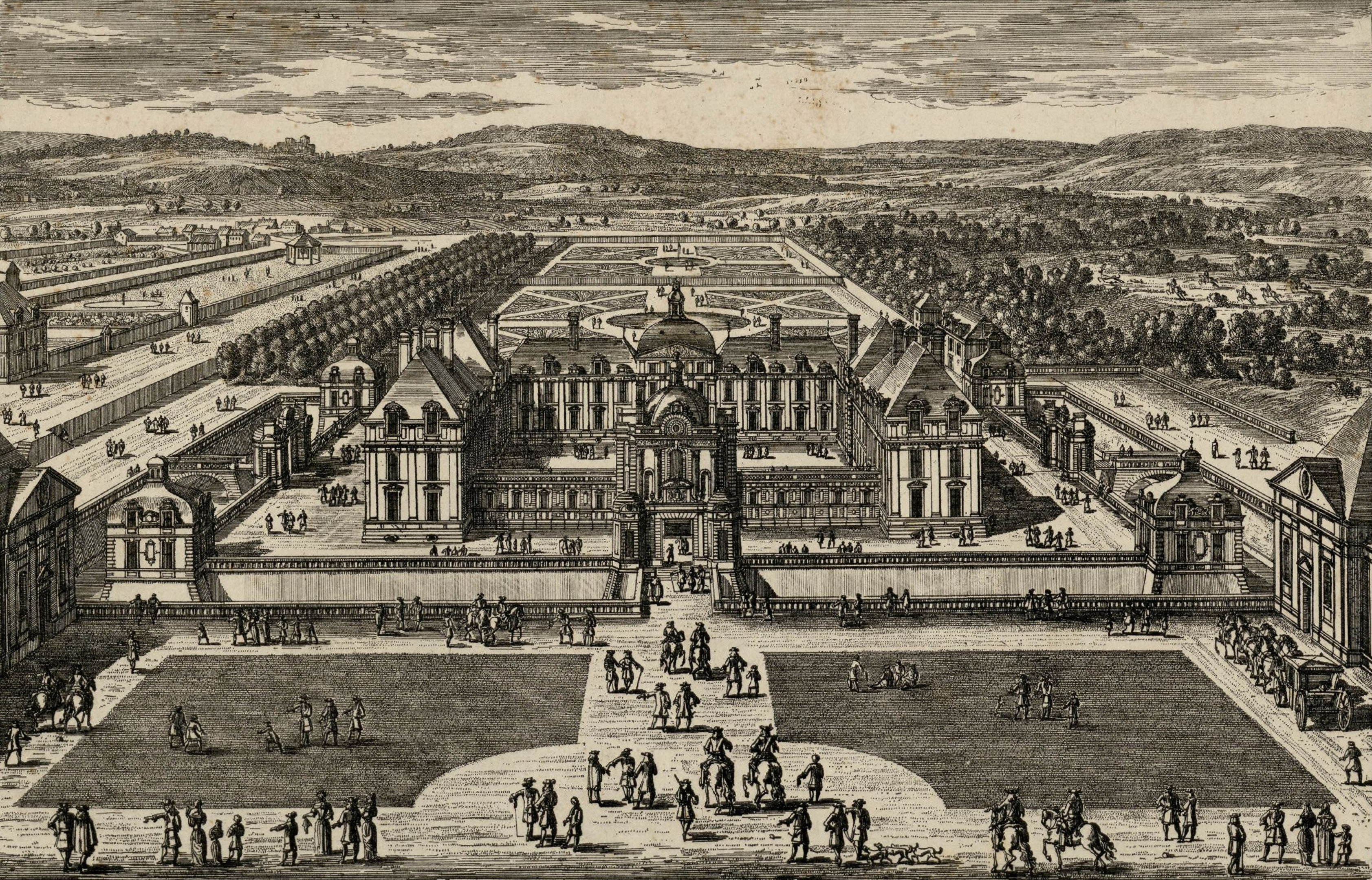
El castillo real de Montceaux les Meaux en su momento de gloria.

Recibió de Enrique IV en marzo de 1596 el castillo real de Montceaux-lès-Meaux con el título de marquesa de Montceaux, luego el de duquesa de Beaufort en julio de 1597. La joven quedará profundamente marcada por el odio del pueblo que ya la había apodado «la duquesa de la Basura» («la duchesse d’Ordures»). Enrique IV llegaba con frecuencia a reunirse con ella en su castillo, y ella continuó el trabajo de embellecimiento emprendido por Catalina de Medici, su anterior propietaria, con la construcción de nuevos edificios, en particular los cuatro pabellones de las esquinas.
El proyecto de matrimonio que Gabrielle d'Estrées mantuvo con Enrique IV se vio frenado por el papa Clemente VIII, que quería que el rey se casase con su sobrina María de Médicis. Margarita de Valois, esposa del rey desde 1572, llevaba viviendo separada de él desde hacía mucho tiempo. El 23 de febrero de 1599, durante una fiesta en el Palacio del Louvre, el rey anunció públicamente su intención de casarse con Gabrielle ofreciéndole el anillo de su coronación. La «casi reina» fue odiada tanto por el pueblo parisino adquirido por los ultracatólicos Guisa, como por la aristocracia por sus numerosos dispendios (vestidos, joyas, el Hôtel de Schomberg frente al Louvre). Fue el tema de numerosos panfletos. La sorprendente muerte de la favorita del rey puso fin al problema. Embarazada de cuatro meses del cuarto hijo de Enrique IV, sufrió dolorosas convulsiones el día 8 después de haber cenado el 7 de abril con el financiero Sébastien Zamet, quien le ofreció como refresco un limón helado, dolores que se tornaron insoportables el 9 y 10 de abril de 1599 (día de su muerte). Los testigos dicen que su rostro revuelto se oscureció hasta el punto de hacerla totalmente irreconocible (su aspecto era tal que la comitiva del rey lo detuvo en Villejuif mientras él corría a verla desde Fontainebleau, donde se queda, para evitarle un espectáculo tan horrible) y que padecía dolores epigástricos (¿signo de Chaussier que evoca hipertensión arterial?), lo que dio lugar a la sospecha de intoxicación por limón en el que la se habría introducido una sustancia nociva. Pero la hipótesis más probable es que hubiera sido víctima de eclampsia, la eclampsia tóxica (intoxicación por un alto nivel de albúmina en la orina, patología de la gestante que resulta en hipertensión, llegando incluso a las convulsiones) con todos los síntomas de envenenamiento. Expulsó de su vientre el niño nacido muerto del que estaba embarazada. Sus exequias se celebraron en la Iglesia de Saint-Germain-l'Auxerrois de París con los honores ligados a su rango. Fue enterrada en el coro de la iglesia de la abadía de Maubuisson, dirigida por su hermana Angélique d'Estrées.
Después de su muerte, Enrique IV compró la propiedad a sus herederos y se la ofreció a María de Médicis con motivo del nacimiento del futuro Luis XIII.

## Retrato

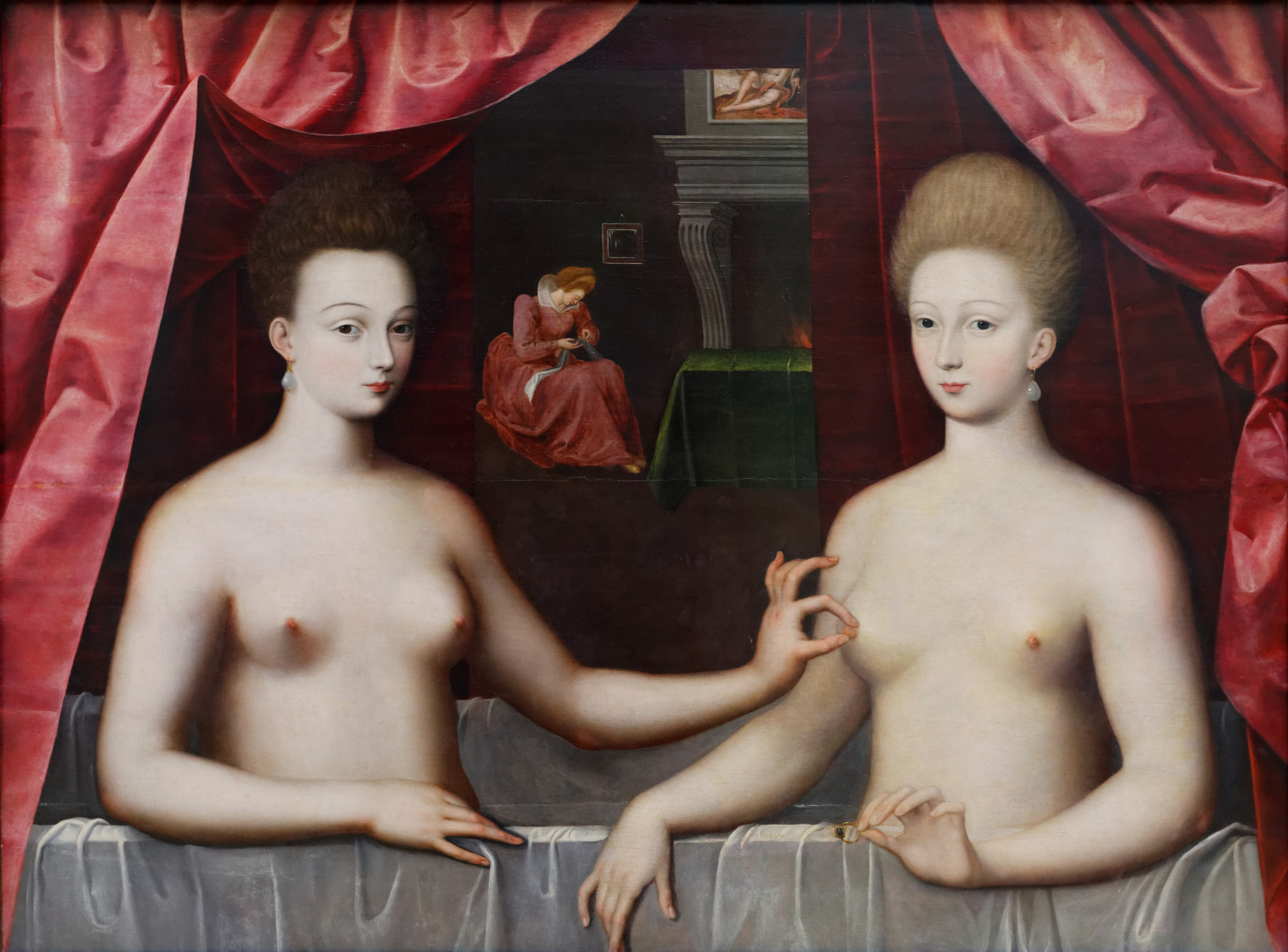
Gabrielle d'Estrées et une de ses sœurs, pintada hacia 1594 por un autor desconocido de la Escuela de Fontainebleau.

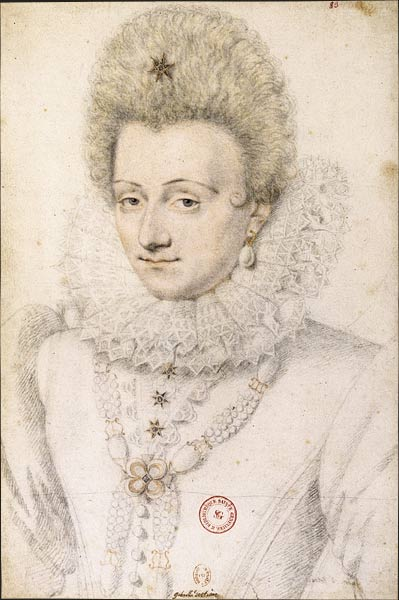
Gabrielle d'Estrées, retrato a lápiz de Daniel Dumoûtier hacia 1599

Gabrielle de Estrées, la «casi reina», «rubia, dorada, de una talla admirable, con una tez blanca deslumbrante» (Mademoiselle de Guise), «rubia de ojos azules, cejas admirablemente dibujadas, atractiva y regordeta» (François Bluche), «bella monada un poco sosa y sin demasiado ánimo» (Jean-Pierre Babelon), ha, debido a su trágico destino en el que algunos querían ver un envenenamiento o incluso la mano del demonio, fascinado tanto a sus contemporáneos como a la posteridad. Así, Agrippa d’Aubigné, aunque generalmente reacia a los cumplidos, saluda en ella a quien insta al rey a escribir y firmar el edicto de Nantes: «Es una maravilla cómo esta mujer, cuya extrema belleza no sentía nada de lasciva, pudo vivir como una reina en lugar de una concubina durante tantos años y con tan pocos enemigos. Las necesidades del Estado eran sus únicos enemigos».
Jules Michelet, que ha examinado su retrato a lápiz de Daniel Dumonstier en el Gabinete de Grabados de la Biblioteca Nacional de Francia, la describe así: «Es sorprendentemente blanca y delicada, imperceptiblemente rosada. El ojo tiene una indecisión, una vaghezza que debía haber encantado y que, sin embargo, no tranquiliza.»

### Miradas de los contemporáneos
El día después de su muerte, Enrique IV escribió: «Mi aflicción es tan incomparable como lo fue el sujeto que me la dio. Lamentos y quejas me acompañarán a la tumba. La raíz de mi corazón está muerta y ya no rebrotará…».
La bella Gabrielle tuvo derecho a funerales reales. El rey llevó luto vistiéndose todo de negro, lo que no estaba permitido a los reyes de Francia.

## Descendencia

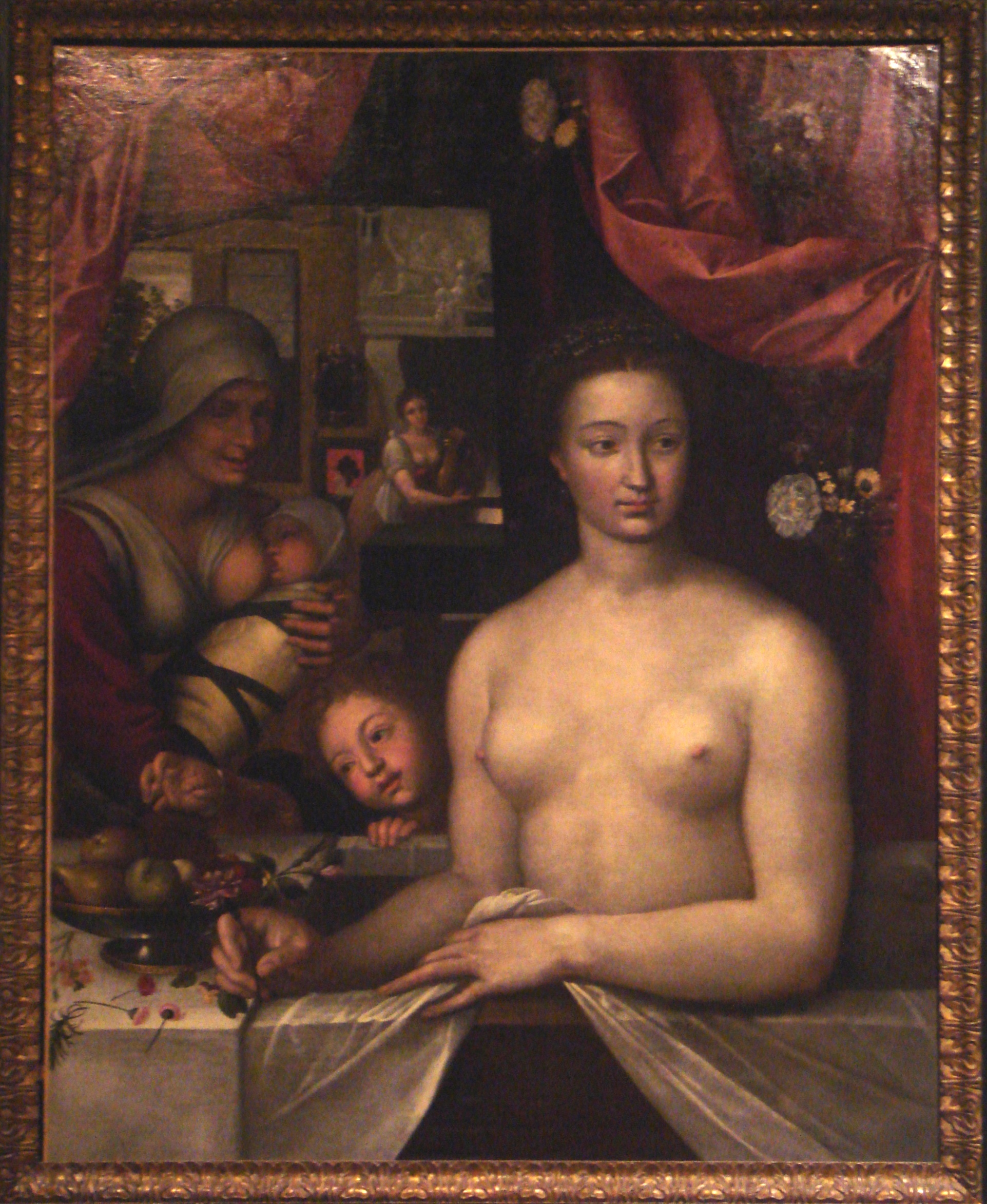
La Dame au bain, retrato de Gabrielle, su hijo César y su bebé Alexandre, primer cuarto del siglo XVII, museo Condé.

Sus tres hijos con el rey Enrique IV fueron:
- César de Borbón, duque de Vendôme (1594–1665), casado en 1609 con Françoise de Lorraine-Mercœur. En 1626, participó en un complot contra el Cardenal Richelieu y fue capturado y enviado a prisión durante tres años. En 1641 fue acusado de conspirar otra vez y escapó a Inglaterra. Casado con Francisca de Mercoeur, fue padre de:
  - Luis II, duque de Vendôme (1612-1699).
  - Francisco I, duque de Beaufort (1616-1669).
  - Isabel de Borbón-Vendôme (1614-1664).
- Catalina Enriqueta de Borbón (1596-1663), conocida como «Mademoiselle de Vendôme», casada con Carlos III, duque de Elbuf y conde de Harcourt (1620-1692).
  - Enrique de Lorena (1622-1648), Abad de Hombieres.
  - Francisco Luis de Lorena (1623-1694), conde de Harcourt.
  - Francisco María de Lorena (1624-1694), príncipe de Lillebonne.
  - Catalina de Lorena (1626-1645).
  - María Margarita de Lorena (1629-1679), Mademoiselle d'Elboeuf.
- Alejandro (1598-1629), conocido como el «Chevalier de Vendôme».